# FC Winterthur/Saison 2022/23
Dieser Artikel hat den FC Winterthur in der Saison 2022/23 zum Thema. Der FC Winterthur spielte in dieser Saison das erste Mal seit 37 Jahren wieder in der Super League und konnte sich mit dem 9. Platz, der aufgrund der kommenden Ligaerweiterung für den direkten Klassenerhalt reichte, entgegen den allgemeinen Erwartungen den direkten Klassenerhalt sichern. Im Schweizer Cup schied er im Achtelfinale gegen den FC Lugano aus dem Wettbewerb aus.

## Saisonverlauf

### Vorbereitung

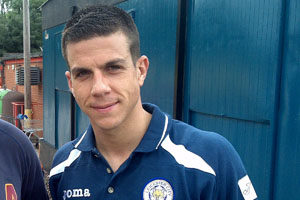
Der neu verpflichtete Trainer Bruno Berner 2009 bei seiner letzten Station als aktiver Fussballspieler (Leicester City)

Da gleich nach dem Aufstieg der Abgang von Trainer Alex Frei sowie dem Assistenzen Davide Callà zum FC Basel klar war, galt der erste Fokus Winterthurs der Trainersuche. Diese Suche war mit der Wahl Bruno Berner, der von 2017 bis 2021 Trainer beim SC Kriens war und zuletzt die Schweizer U19-Nationalmannschaft trainierte, relativ schnell beendet. Berner erhielt in Winterthur einen Zweijahresvertrag – vom Landboten wurde Berner als eine «gute Wahl» bezeichnet.
Abseits des Sportlichen musste die Stadt unter anderem auch bauliche Sofortmassnahmen an der Schützenwiese vornehmen, wofür das Winterthurer Parlament bereits Ende Januar einen Kredit über 1,5 Mio. Franken bewilligt hatte. Darin waren unter anderem eine Erhöhung der Leuchtkraft auf 800 Lux, eine Sektorentrennung sowie Fangnetze im ganzen Stadion enthalten. Weiter wurde zunächst erwarten, dass die Stadionkapazität aus feuerpolizeilichen Gründen auf rund 8'000 Zuschauer reduziert werden würde, letztendlich lag die Stadionkapazität bei 8'400 Zuschauern.
Weiter ging es nach dem Aufstieg auch an die Bildung eines Kaders für die nächste Saison. Gemäss Trainer Bruno Berner wollte man dabei auch den bisherigen Spielern die Chance geben, sich eine Liga höher zu beweisen. Mit Remo Arnold, Gezim Pepsi, Jozef Pukaj, Samir Ramizi, Thibault Corbaz, Neftali Manzambi, Kevin Costinha und Souleymane Diaby konnten die Verträge bereits früh verlängert bzw. Optionen gezogen werden, während andererseits die Abgänge von Sayfallah Ltaief (zum FC Basel) und Roberto Alves zu verkraften waren. Im Fall von Alves waren dessen Lohnforderungen für den Verein wohl zu hoch und er musste den FCW daher verlassen. Auf der anderen Seite wurde der bisherige Leihspieler Samuel Ballet fix verpflichtet. Weiter wurden aus der Challenge League der offensive Mittelfeldspieler Francísco Rodríguez vom FC Schaffhausen und der Offensivspieler Matteo Di Giusto vom FC Vaduz verpflichtet, wobei Letzterer in Winterthur gleich einen Vertrag über vier Jahre unterschrieb. Von St. Gallen wurde mit Mittelstürmer Florian Kamberi zudem eine weitere Offensivkraft verpflichtet, von dem sich Sportchef Kaiser die nötige Physis für die Offensive in der Super League versprach. Da sich der bisherige Stammgoalie Raphael Spiegel, dessen Vertrag auslief und der auf seiner Position nicht mehr unbestritten war, für einen Wechsel zum FC Lausanne-Sport entschied, wurde vom FC Sion Timothy Fayulu leihweise für eine Saison verpflichtet. Fayulu war von Dezember 2020 bis März 2021 bereits einmal die Nummer 1 im Tor der Waadtländer. Nach Saisonstart wurde als Alternative zu Granit Lekaj und Roy Gelmi in der Innenverteidigung Yannick Schmid vom FC Vaduz verpflichtet. Anfangs August stiess der zuletzt vereinslose defensive Mittelfeldspieler Hekuran Kryeziu zum Kader. Kurz vor Transferschluss Ende August verpflichtete Winterthur als letzte Verpflichtungen noch Stephan Seiler auf Leihbasis vom FCZ sowie den Stürmer Nishan Burkhart vom SC Freiburg. Auf der anderen Seite verliess Gezim Pepsi den FCW in Richtung Vaduz, auch weil ihm im zentralen Mittelfeld mit Stephan Seiler weitere Konkurrenz erwuchs und mit Innenverteidiger Marin Cavar wurde ein weiterer Spieler für eine Saison an den SC Brühl ausgeliehen.

### Hinrunde
Als Aufsteiger und Aussenseiter mit dem klar kleinsten Budget war für den FCW das Saisonziel Klassenerhalt so klar, dass es im Vorfeld nicht einmal angesprochen wurde. Trainer Berner sprach in einer Medienkonferenz vor dem ersten Spiel davon, dass man die vor dem 10. Platz liegenden Teams «nervös machen und ärgern» will, da für den FCW als Aufsteiger ja bereits der 10. Platz vorgesehen wäre. Gemäss Sportchef Kaiser sollte das Ziel «die Arbeit an der Entwicklung sein».
In seinem ersten Spiel in der höchsten Liga seit 37 Jahren konnte Winterthur zum Einstand dem FC Basel dank «einer starken Leistung» und eines frühen Tors durch Samir Ramizi ein 1:1 abringen. In den darauffolgenden Spielen musste der FC Winterthur jedoch Lehrgeld zahlen, insbesondere gegen Lugano (1:4 in der 3. Runde), YB (1:5 in der 6. Runde) und Luzern (0:6 in der 8. Runde) setzte es gerade auch auf der Schützenwiese Niederlagen in empfindlicher Höhe ab. Nur gegen den bis dahin torlos gestarteten Meister FCZ konnte man in der 5. Runde mit einem 1:1 nochmals einen Punkt erringen. So stand der FCW Mitte September nach 8. Runden mit einem Torverhältnis von 4:23 Toren auf dem letzten Platz. So stellte sich nach der Hälfte der gespielten Partien bis zur WM-Pause in der Presse auch die Frage nach der Super-League-Tauglichkeit der Mannschaft. Seitens des Vereins wurde während dieser Zeit Trainer Bruno Berner vom sportlichen Leiter Oliver Kaiser explizit gestützt, da dies ein Szenario war, mit dem der Verein bereits zu Beginn hätte rechnen müssen. Es wurde bekräftigt, dass Bruno Berner der richtige Mann für Verein wäre.
Am 2. Oktober, im 9. Saisonspiel, konnte der FCW auswärts gegen Sion schliesslich mit einem 3:1 seinen ersten Saisonsieg erringen. Dieser Sieg war im Herbst ein resultatetechnischer Wendepunkt und auch gleichbedeutend mit der Abgabe der roten Laterne an den amtierenden Meister FC Zürich, der genauso schlecht in die Saison gestartet war. Die gute Leistung konnte der FC Winterthur dann auch in den folgenden Spielen bestätigen: Zuerst konnte der 9. Platz mit einem 0:0 gegen den FCZ verteidigt werden und danach konnten zuhause gegen GC sowie Sion zwei weitere Siege gefeiert werden. Diese beiden Siege markierten auch der Beginn der bemerkenswerten Serie, in der Winterthur von der 11. Runde bis zur 25. Runde in jedem Spiel genau ein Tor schoss. Mit 14 gewonnenen Punkten konnte der FCW schliesslich mit einem wesentlich besseren zweiten Teil der Herbstrunde in die WM- und Winterpause gehen.
Nicht zuletzt aufgrund der zweiten Hälfte der Herbstrunde urteilte auch Der Landbote, dass der FCW «in der Liga angekommen» sei. Die Gründe für die Wandlung waren in einem besseren Defensivspiel des FC Winterthur zu suchen, die Mannschaft stellte auf eine Viererkette um und stand in den Spielen defensiver und kassierte dadurch weniger Tore. Auch eine Rolle spielte die bessere Form von Timothy Fayulu, der sich im Tor gegen Jozef Pukaj durchsetzen konnte, jedoch Anfang November durch einen Muskelabriss am Oberschenkel in den letzten zwei Spielen ausfiel.

### Rückrunde

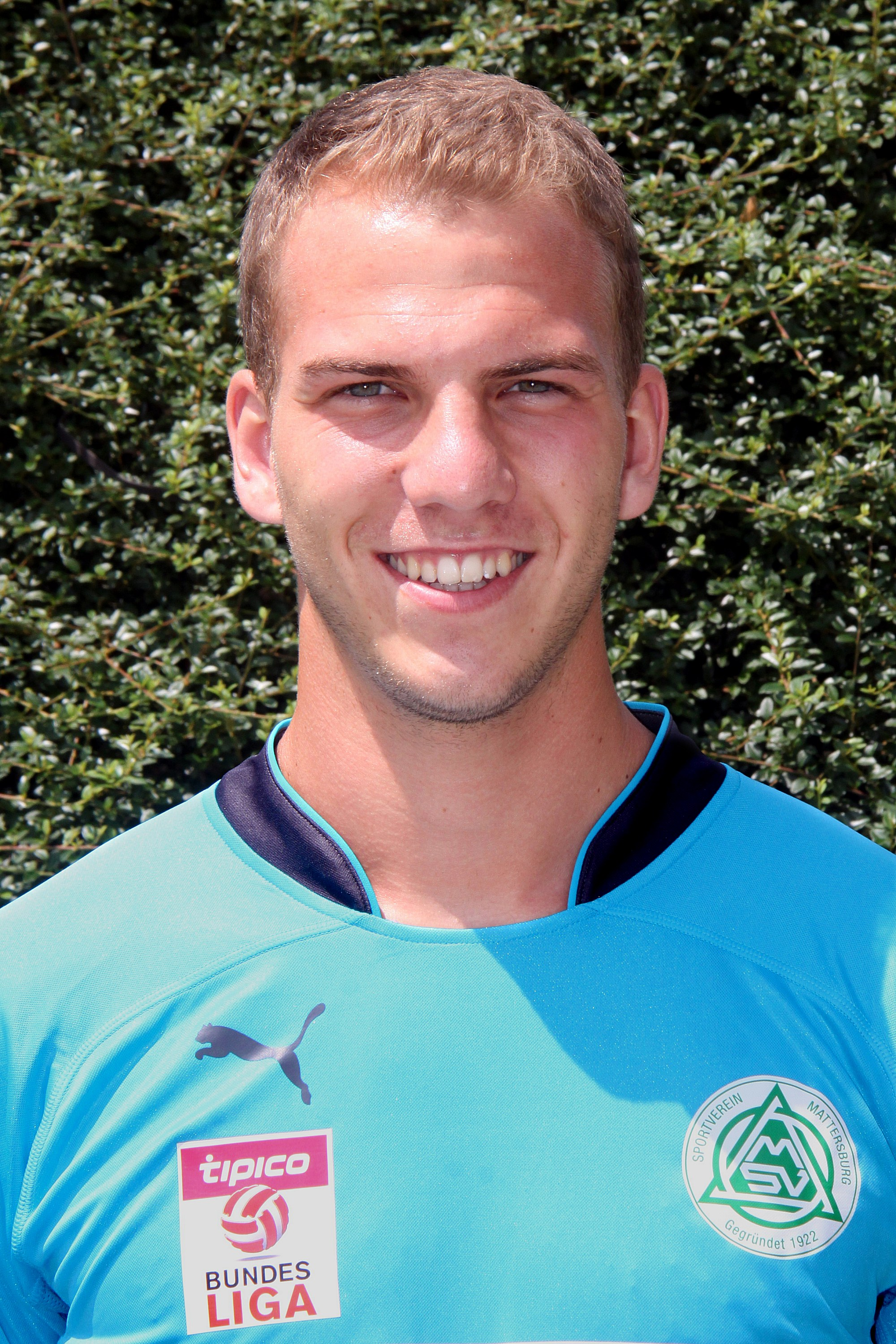
Markus Kuster als Stammtorhüter des damaligen österreichischen Bundesligisten SV Mattersburg (2015)

Bereits vor Weihnachten war an der Transferfront klar, dass der Mittelfeldspieler Florian Kamberi (Vertragsauflösung) und der Stürmer Stephan Seiler (Leihende, da vom FCZ zurückgefordert) Winterthur verlassen würden. Dafür kam Ltaief auf Leihbasis zurück auf die Schützenwiese und mit dem zuvor vereinslosen Markus Kuster, der zuvor Ersatztorhüter beim Karlsruher SC in der 2. Bundesliga engagiert war, wurde ein Ersatz für den verletzten Fayulu verpflichtet. Bereits nach Wiederaufnahme des Spielbetriebs wurde Anfang Februar noch der Stürmer Joaquín Ardaiz vom FC Luzern für die restliche Rückrunde ausgeliehen. Die Testspielbilanz gestaltete sich mit fünf Siegen gegen den FC Málaga, die U23 des SC Freiburg, den FC Dornbirn, den FC Rapperswil-Jona sowie Flora Tallinn und einer Niederlage gegen Real Balompédica Linense durchaus erfolgreich. Jedoch gab es beim Testspiel gegen Flora Tallinn den Zusammenstoss Jozef Pukaj mit dem estnischen Stürmer (mit FCW-Vergangenheit) Mark Lepik zu beklagen, wodurch Pukajs Nase «zertrümmert» wurde und dadurch beim FCW noch vor Rückrundenbeginn bereits der zweite Torhüter ausfiel.
Die letzten beiden Spiele der Hinrunde gegen den klaren Leader YB sowie Servette Genf verlor Winterthur und rutschte dadurch wieder auf den letzten Platz. Danach konnte der FCW jedoch mit einem Sieg gegen Lugano und vier 1:1-Unentschiedens Punkte sammeln, die ihn zwar nicht die rote Laterne abgeben liessen, aber den Anschluss an die restliche Liga halten liess. Der Rückstand auf den 9. Platz betrug nie mehr als zwei Punkte und vielfach verhinderte lediglich das schlechtere Torverhältnis das Abgeben der roten Laterne. Am 15. Februar musste der Verein den Hinschied seines langjährigen Präsidenten und Mäzen, Hannes W. Keller, vermelden, der den Verein 2001 vor dem Konkurs gerettet hatte und dessen Söhne die Führung des Vereins übernommen hatten. In der Meisterschaft kam der FCW Mitte März nach einem 1:0-Sieg gegen St. Gallen durch das erste Super-League-Tor Noe Holensteins erstmals für eine Runde wieder auf den 9. Platz, auch wenn in der nächsten Runde Sion punktgleich wieder an Winterthur vorbeizog. Insgesamt konnte der FCW im dritten Meisterschaftsviertel bis Mitte März mit einem Torverhältnis von 8:10 insgesamt zehn Punkte holen. Trainer Berner sah den Verein so vor Beginn des letzten Meisterschaftsviertels dann auch «auf der Spur». Gemäss seiner Einschätzung war keiner der Niederlagen im Jahr 2023 abgesehen von jener gegen YB zwingend gewesen.
In der zweiten Hälfte des Aprils wurde der Rücktritt der beiden jungen Spieler Pascal Hammer, zuletzt an den FC Biel verliehen, und Kevin Costinha vom Profifussball vermeldet. Im letzten Meisterschaftsviertel zeichnete sich gegen Ende immer mehr ein Zweikampf zwischen Winterthur und Sion um den 9. Platz ab. Für Winterthur war in der 28. Runde wiederum St. Gallen ein willkommener Punktelieferant, als es dem FCW beim 3:2-Auswärtssieg im Kybunpark das einzige Mal in der Saison gelang, ein Spiel nach Rücklage noch zu kehren. Danach setzte es gab es mit einem 1:3 respektive 1:4 gegen Luzern und Basel zwei klarere Niederlagen ab. Fünf Runden vor Schluss kam es dam rückblickend zum vorentscheidenden Auswärtsspiel gegen den direkten Konkurrenten FC Sion, das Winterthur mit einem 1:0-Sieg für sich entscheiden konnte und dadurch die rote Laterne wieder an die Walliser abgab. Zwar holte Winterthur in den verbleibenden vier Runden keine Punkte mehr und verpasste in der 35. Runde gegen den FCZ mit einer 1:2-Niederlage den vorzeitigen Ligaerhalt, da es jedoch Sion gleich erging, konnte sich Winterthur Ende Saison in einem von der Winterthurer Zeitung als «Schneckenrennen» bezeichnenden Endphase, in dem er die Null nicht mehr halten konnte, auf den 9. Platz retten. Währenddessen musste Sion in die Relegation und dort nach zwei Niederlagen gegen den Challenge-League-Dritten Stade Lausanne-Ouchy den Abstieg in Kauf nehmen.
Mit dem dadurch geschafften direkten Ligaerhalt übertraf der Verein die allgemeinen Erwartungen klar, zumal dieser mit dem mit Abstand kleinsten Budget aller Vereine (11 Mio. Franken) zur Meisterschaft antrat. Der FCW konnte sich dies mit einer nach einem misslungenen Start beständigen Leistung erkämpfen, in dem er in drei von vier Meisterschaftsdritteln nie mehr als vier Spiele in Folge verlor und gegen jeden Gegner mindestens einmal punktete. Dementsprechend titelte der Landbote von einem «Ligaerhalt fast wie ein Meistertitel» und der Blick sprach von einem «Meisterwerk aller Beteiligter». In der Einzelkritik des Landboten wurde Samir Ramizi und Neuzugang Matteo Di Giusto mit einer 5,25 am besten bewertet, gefolgt von Torhüter Markus Kuster, Captain Granit Lekaj und Trainer Bruno Berner, die mit einer 5 bewertet wurden. Einzig Neftali Manzambi bekam eine ungenügende Note. Auch die NZZ hob die Bedeutung Bruno Berners als Cheftrainer hervor, der den Verein trotz laufenden Vertrags nach der Saison in Richtung GC verliess.
Ebenfalls zu erwähnen ist die Saison des Frauenteams, dass nach dem Abstieg in die drittklassige 1. Liga dort jedes Spiel gewann und damit in einer perfekten Saison ohne einen einzigen Punktverlust den direkten Wiederaufstieg in die Nationalliga B realisieren konnte. Gleichzeitig war dies die letzte Saison der Trainerin und Mitbegründerin des Frauenteams, Adrienne Krysl, die dem FCW aber als Sportchefin der Frauenabteilung erhalten blieb. Ausserdem begann der Verein im Februar mit der Errichtung eines Holzbauprovisoriums neben der Haupttribüne, in dem unter anderem die Geschäftsstelle sowie der VIP-Bereich eine neue Heimat finden.

## Kader
Kader der Saison 2022/23, basierend auf Angaben der Webseite der Swiss Football League (SFL).
| Nummer     | Spieler             | Geburtstag         | Nationalität   | Im Team seit | Letzter Verein                                   |     |     |
| Tor        | Tor                 | Tor                | Tor            | Tor          | Tor                                              | Tor | Tor |
| ---------- | ------------------- | ------------------ | -------------- | ------------ | ------------------------------------------------ | --- | --- |
| 01         | Timothy Fayulu      | 24. Juli 1999      | Schweiz        | 2022         | FC Sion                                          |     |     |
| 27         | Armin Abaz          | 27. März 2002      | Schweiz        | 2022         | FC St. Gallen                                    |     |     |
| 30         | Markus Kuster       | 22. Februar 1994   | Österreich     | 2023         | vereinslos/Karlsruher SC                         |     |     |
| 36         | Jozef Pukaj         | 13. Februar 2000   | Schweiz        | 2021         | FC Basel                                         |     |     |
| Abwehr     |                     |                    |                |              |                                                  |     |     |
| 03         | Tobias Schättin     | 5. Juni 1997       | Schweiz        | 2021         | FC Zürich                                        |     |     |
| 05         | Roy Gelmi           | 1. März 1995       | Schweiz        | 2021         | VVV-Venlo                                        |     |     |
| 15         | Michael Gonçalves   | 10. März 1995      | Schweiz        | 2020         | Servette Genf                                    |     |     |
| 18         | Souleymane Diaby    | 8. Oktober 1999    | Elfenbeinküste | 2021         | SC Gagnoa                                        |     |     |
| 19         | Adrian Gantenbein   | 18. April 2001     | Schweiz        | 2019         | eigene Jugend                                    |     |     |
| 23         | Granit Lekaj        | 23. Februar 1990   | Schweiz        | 2018         | FC Wil                                           |     |     |
| 25         | Yannick Schmid      | 11. Mai 1995       | Schweiz        | 2022         | FC Vaduz                                         |     |     |
| 34         | Pascal Hammer       | 20. Januar 2004    | Schweiz        | 2020         | eigene Jugend                                    |     |     |
| Mittelfeld |                     |                    |                |              |                                                  |     |     |
| 08         | Samir Ramizi        | 24. Juli 1991      | Serbien        | 2020         | Neuchâtel Xamax FCS                              |     |     |
| 10         | Matteo Di Giusto    | 18. August 2000    | Schweiz        | 2022         | FC Vaduz                                         |     |     |
| 14         | Thibault Corbaz     | 7. Januar 1994     | Schweiz        | 2021         | Neuchâtel Xamax FCS                              |     |     |
| 16         | Remo Arnold         | 17. Januar 1997    | Schweiz        | 2018         | FC Luzern                                        |     |     |
| 20         | Carmine Chiappetta  | 9. März 2003       | Schweiz        | 2022         | FC Basel                                         |     |     |
| 21         | Kevin Costinha      | 5. Januar 2001     | Schweiz        | 2019         | eigene Jugend                                    |     |     |
| 22         | Noe Holenstein      | 23. April 2004     | Schweiz        | 2023         | eigene Jugend                                    |     |     |
| 24         | Sayfallah Ltaief    | 22. April 2000     | Schweiz        | 2023         | FC Basel                                         |     |     |
| 33         | Stephan Seiler      | 16. September 2000 | Schweiz        | 2022         | FC Zürich                                        |     |     |
| 35         | Arlind Dakaj        | 13. Oktober 2001   | Schweiz        | 2021         | eigene Jugend                                    |     |     |
| 40         | Hekuran Kryeziu     | 12. Februar 1993   | Schweiz        | 2022         | vereinslos/FC Zürich                             |     |     |
| 44         | Francísco Rodríguez | 14. September 1995 | Schweiz        | 2022         | FC Schaffhausen                                  |     |     |
| 77         | Eris Abedini        | 29. August 1998    | Schweiz        | 2022         | FC Chiasso                                       |     |     |
| Angriff    |                     |                    |                |              |                                                  |     |     |
| 07         | Neftali Manzambi    | 23. April 1997     | Schweiz        | 2021         | Mjällby AIF (geliehen von Sporting Gijón)        |     |     |
| 09         | Roman Buess         | 21. September 1992 | Schweiz        | 2019         | Lausanne-Sport                                   |     |     |
| 11         | Joaquín Ardaiz      | 11. Januar 1999    | Uruguay        | 2023         | FC Luzern                                        |     |     |
| 17         | Samuel Ballet       | 12. März 2001      | Schweiz        | 2021         | FC Wil (geliehen von BSC Young Boys)             |     |     |
| 22         | Florian Kamberi     | 8. März 1995       | Schweiz        | 2023         | Sheffield Wednesday (geliehen vom FC St. Gallen) |     |     |
| 26         | Laurin Vögele       | 21. August 2004    | Schweiz        | 2023         | eigene Jugend                                    |     |     |
| 99         | Nishan Burkart      | 31. Januar 2000    | Schweiz        | 2022         | SC Freiburg B                                    |     |     |

1. ↑  In der Vorrunde noch die Nummer 4 und kehrte danach zu seiner früheren Nummer 23 zurück.
2. ↑  In der Vorrunde noch die Nummer 11, ausserdem lief er ab der Winterpause als "Neftali" auf.
3. ↑  Definitive Übernahme im Sommer 2022

Stand: 14. März 2023

## Transfers
Transfers, basierend unter anderem auf Angaben der Webseite der Swiss Football League (SFL).
| Zugänge             | Zugänge                                             | Zugänge       | Zugänge         |
| Name                | abgebender Verein                                   | Transferart   | Transferperiode |
| ------------------- | --------------------------------------------------- | ------------- | --------------- |
| Armin Abaz          | FC St. Gallen                                       | ablösefrei    | Sommer 2022     |
| Nishan Burkart      | SC Freiburg B                                       | Leihe         | Sommer 2022     |
| Matteo Di Giusto    | FC Vaduz                                            | Transfer      | Sommer 2022     |
| Timothy Fayulu      | FC Sion                                             | Leihe         | Sommer 2022     |
| Florian Kamberi     | FC St. Gallen (letzter Verein: Sheffield Wednesday) | ablösefrei    | Sommer 2022     |
| Hekuran Kryeziu     | vereinslos (letzter Verein: FC Zürich)              | ablösefrei    | Sommer 2022     |
| Francísco Rodríguez | FC Schaffhausen                                     | ablösefrei    | Sommer 2022     |
| Yannick Schmid      | FC Vaduz                                            | Transfer      | Sommer 2022     |
| Stephan Seiler      | FC Zürich                                           | Leihe         | Sommer 2022     |
| Joaquín Ardaiz      | FC Luzern                                           | Leihe         | Winter 2023     |
| Noe Holenstein      | FC Winterthur U-21                                  | eigene Jugend | Winter 2023     |
| Markus Kuster       | vereinslos (letzter Verein: Karlsruher SC)          | ablösefrei    | Winter 2023     |
| Sayfallah Ltaief    | FC Basel                                            | Leihe         | Winter 2023     |
| Laurin Vögele       | FC Winterthur U-21                                  | eigene Jugend | Winter 2023     |
| Abgänge             |                                                     |               |                 |
| Name                | aufnehmender Verein                                 | Transferart   | Transferperiode |
| Roberto Alves       | Radomiak Radom                                      | ablösefrei    | Sommer 2022     |
| Florian Baak        | FC Honka                                            | ablösefrei    | Sommer 2022     |
| Marin Cavar         | SC Brühl St. Gallen                                 | Leihe         | Sommer 2022     |
| Shkelqim Demhasaj   | Grasshopper Club Zürich                             | Leihende      | Sommer 2022     |
| Sandro Di Nucci     | SC Brühl St. Gallen                                 | Leihe         | Sommer 2022     |
| Gabriel Isik        | FC Vaduz                                            | ablösefrei    | Sommer 2022     |
| Silvan Kriz         | FC Dornbirn 1913                                    | ablösefrei    | Sommer 2022     |
| Sayfallah Ltaief    | FC Basel                                            | ?             | Sommer 2022     |
| Noah Lovisa         | FC Rapperswil-Jona                                  | ablösefrei    | Sommer 2022     |
| Gezim Pepsi         | FC Vaduz                                            | ablösefrei    | Sommer 2022     |
| Raphael Spiegel     | FC Lausanne-Sport                                   | ablösefrei    | Sommer 2022     |
| Gianluca Tolino     | 1. FC Rielasingen-Arlen                             | ablösefrei    | Sommer 2022     |
| Tician Tushi        | FC Basel                                            | Leihende      | Sommer 2022     |
| Dimitri Volkart     | FC Rapperswil-Jona                                  | ablösefrei    | Sommer 2022     |
| Arlind Dakaj        | Tscherno More Warna                                 | ablösefrei    | Winter 2023     |
| Pascal Hammer       | FC Biel                                             | Leihe         | Winter 2023     |
| Florian Kamberi     | Huddersfield Town                                   | ablösefrei    | Winter 2023     |
| Stephan Seiler      | FC Zürich                                           | Leihende      | Winter 2023     |

Stand: 14. März 2023

## Trainer- und Betreuerstab
Staff gemäss Angaben auf der Seite des FC Winterthur.
| Name            | Funktion          | Zeitraum                 |
| --------------- | ----------------- | ------------------------ |
| Bruno Berner    | Cheftrainer       | Juli 2022 – Juni 2023    |
| Dario Zuffi     | Co-Trainer        | 2017 –                   |
| Aurélien Mioch  | Co-Trainer        | Juli 2022 – Juni 2023    |
| Manuel Fässler  | Konditionstrainer | Juli 2021 – Juni 2023    |
| Stephan Lehmann | Torhütertrainer   | Juli 2021 –              |
| Benjamin Bubeck | Physiotherapeut   | April 2019 –             |
| Oliver Oehrle   | Physiotherapeut   | Januar 2023 –            |
| Roque Pretel    | Masseur           | Juli 1995 – Februar 2023 |
| Peter Egg       | Teambetreuer      |                          |
| Carlo Cremonesi | Teambetreuer      | 2023 –                   |

## Resultate

### Super League

#### Hinrunde
| 16. Juli 2022, 20:30 Uhr 1. Runde | FC Winterthur                          | 1:1            | FC Basel                                            | Schützenwiese, Winterthur Zuschauer: 8'400 Schiedsrichter: Bieri |
| 16. Juli 2022, 20:30 Uhr 1. Runde | Gonçalves 59′ Ramizi 60′ 3′ Corbaz 76′ | Spieltelegramm | 45+3′ Millar 70′ 90+1′ Burger 74′ Djiga 90+5′ Ndoye | Schützenwiese, Winterthur Zuschauer: 8'400 Schiedsrichter: Bieri |

| 23. Juli 2022, 20:30 Uhr 2. Runde | FC St. Gallen                                | 2:0            | FC Winterthur                              | Kybunpark, St. Gallen Zuschauer: 15'673 Schiedsrichter: Wolfensberger |
| 23. Juli 2022, 20:30 Uhr 2. Runde | Schubert 20′ 40′ Görtler 27′ 66' Maglica 83′ | Spieltelegramm | 14′ Ramizi 28′ Lekaj 53′ Diaby 70′ Abedini | Kybunpark, St. Gallen Zuschauer: 15'673 Schiedsrichter: Wolfensberger |

| 31. Juli 2022, 16:30 Uhr 3. Runde | FC Winterthur                                                | 1:4            | FC Lugano                                                            | Schützenwiese, Winterthur Zuschauer: 7'800 Schiedsrichter: Cibelli |
| 31. Juli 2022, 16:30 Uhr 3. Runde | Buess 11′ Diaby 48′ Ballet 76′ Gonçalves 88′ Rodríguez 90+4′ | Spieltelegramm | 20′ 90+1′ (Penalty) Celar 22′ Haile-Selassie 27′ Arigoni 31′ Bottani | Schützenwiese, Winterthur Zuschauer: 7'800 Schiedsrichter: Cibelli |

| 6. August 2022, 18:00 Uhr 4. Runde | Servette FC                               | 1:0            | FC Winterthur                                                      | Stade de Genève, Lancy Zuschauer: 4'624 Schiedsrichter: Horisberger |
| 6. August 2022, 18:00 Uhr 4. Runde | Cognat 8′ Pflücke 81′ (Penalty) Frick 86′ | Spieltelegramm | 11′ Buess 38′ Rodríguez 75′ Gelmi 80′ Lekaj 82′ Ramizi 85′ Kamberi | Stade de Genève, Lancy Zuschauer: 4'624 Schiedsrichter: Horisberger |

| 14. August 2022, 14:15 Uhr 5. Runde | FC Winterthur              | 1:1            | FC Zürich                                                 | Schützenwiese, Winterthur Zuschauer: 8'400 Schiedsrichter: Schärer |
| 14. August 2022, 14:15 Uhr 5. Runde | Rodríguez 73′ Schättin 80′ | Spieltelegramm | 37′ Santini 41′ Dzemaili 60′ Aliti 84′ Kryeziu 85′ Rohner | Schützenwiese, Winterthur Zuschauer: 8'400 Schiedsrichter: Schärer |

| 28. August 2022, 16:30 Uhr 6. Runde | FC Winterthur                            | 1:5            | BSC Young Boys                                                     | Schützenwiese, Winterthur Zuschauer: 8'400 Schiedsrichter: Kanagasinga |
| 28. August 2022, 16:30 Uhr 6. Runde | Buess 3′ (Penalty) Abedini 39′ Lekaj 85′ | Spieltelegramm | 9′ Camara 17′ Elia 45′ Ziegler 50′ Nsame 52′ Ugrinic 69′ 77′ Itten | Schützenwiese, Winterthur Zuschauer: 8'400 Schiedsrichter: Kanagasinga |

| 4. September 2022, 16:30 Uhr 7. Runde | Grasshopper Club Zürich           | 3:0            | FC Winterthur          | Letzigrund, Zürich Zuschauer: 8'270 Schiedsrichter: Gianforte |
| 4. September 2022, 16:30 Uhr 7. Runde | Kacuri 27′ Ribeiro 60′ Kawabe 61′ | Spieltelegramm | 47′ Diaby 85′ Manzambi | Letzigrund, Zürich Zuschauer: 8'270 Schiedsrichter: Gianforte |

| 10. September 2022, 20:30 Uhr 8. Runde | FC Winterthur          | 0:6            | FC Luzern                                                      | Schützenwiese, Winterthur Zuschauer: 8'400 Schiedsrichter: Von Mandach |
| 10. September 2022, 20:30 Uhr 8. Runde | Schättin 20′ Buess 64′ | Spieltelegramm | 14′ 32′ Meyer 22′ 64′ Burch 25′ Abubakar 54′ Kadák 85′ Gentner | Schützenwiese, Winterthur Zuschauer: 8'400 Schiedsrichter: Von Mandach |

| 2. Oktober 2022, 14:15 Uhr 9. Runde | FC Sion                                      | 1:3            | FC Winterthur                                                 | Tourbillon, Sion Zuschauer: 8'900 Schiedsrichter: Turkes |
| 2. Oktober 2022, 14:15 Uhr 9. Runde | Poha 44′ Balotelli 45+4′ (Penalty) Costa 50′ | Spieltelegramm | 33′ Ramizi 45′ 75′ Buess 45+2′ Gelmi 59′ Ballet 90+6′ Kamberi | Tourbillon, Sion Zuschauer: 8'900 Schiedsrichter: Turkes |

| 9. Oktober 2022, 16:30 Uhr 10. Runde | FC Zürich         | 0:0            | FC Winterthur                                   | Letzigrund, Zürich Zuschauer: 15'481 Schiedsrichter: Piccolo |
| 9. Oktober 2022, 16:30 Uhr 10. Runde | Boranijasevic 42′ | Spieltelegramm | 33′ Arnold 61′ Fayulu 84′ Buess 90+2′ Gonçalves | Letzigrund, Zürich Zuschauer: 15'481 Schiedsrichter: Piccolo |

| 15. Oktober 2022, 20:30 Uhr 11. Runde | FC Winterthur                                                                    | 1:0            | Grasshopper Club Zürich                      | Schützenwiese, Winterthur Zuschauer: 8'400 Schiedsrichter: Cibelli |
| 15. Oktober 2022, 20:30 Uhr 11. Runde | Ramizi 51′ 74′ nach Spielende′ Gonçalves 70′ Gelmi 84′ Fayulu 86′ Gantenbein 87′ | Spieltelegramm | 9′ Abrashi 37′ Schettine 43′ Jeong 83′ Pusic | Schützenwiese, Winterthur Zuschauer: 8'400 Schiedsrichter: Cibelli |

| 18. Oktober 2022, 20:30 Uhr 12. Runde | FC Winterthur           | 1:0            | FC Sion   | Schützenwiese, Winterthur Zuschauer: 8'000 Schiedsrichter: Dudic |
| 18. Oktober 2022, 20:30 Uhr 12. Runde | Di Giusto 25′ Diaby 76′ | Spieltelegramm | 26′ Costa | Schützenwiese, Winterthur Zuschauer: 8'000 Schiedsrichter: Dudic |

| 23. Oktober 2022, 14:15 Uhr 13. Runde | FC Basel                                            | 3:1            | FC Winterthur               | St. Jakob-Park, Basel Zuschauer: 22'027 Schiedsrichter: Staubli |
| 23. Oktober 2022, 14:15 Uhr 13. Runde | Comas 2′ 8′ Comas 23′ Millar 48′ Fink 58′ Males 67′ | Spieltelegramm | 36′ Corbaz 64′ 90+1′ Seiler | St. Jakob-Park, Basel Zuschauer: 22'027 Schiedsrichter: Staubli |

| 30. Oktober 2022, 16:30 Uhr 14. Runde | FC Winterthur                      | 1:0            | FC St. Gallen               | Schützenwiese, Winterthur Zuschauer: 8'400 Schiedsrichter: Von Mandach |
| 30. Oktober 2022, 16:30 Uhr 14. Runde | Burkhart 21′ Ramizi 26′ Seiler 87′ | Spieltelegramm | 42′ Maglica 61′ 82' Schmidt | Schützenwiese, Winterthur Zuschauer: 8'400 Schiedsrichter: Von Mandach |

| 5. November 2022, 20:30 Uhr 15. Runde | FC Luzern                                        | 1:1            | FC Winterthur                                            | Swissporarena, Luzern Zuschauer: 11'516 Schiedsrichter: Piccolo |
| 5. November 2022, 20:30 Uhr 15. Runde | Beloko 29′ Meyer 33′ Abubakar 51′ Chader 55′ 83' | Spieltelegramm | 15′ Di Giusto 25′ Gelmi 33′ Lekaj 39′ Corbaz 75′ Kamberi | Swissporarena, Luzern Zuschauer: 11'516 Schiedsrichter: Piccolo |

| 13. November 2022, 16:30 Uhr 16. Runde | FC Lugano                                          | 3:1            | FC Winterthur            | Cornaredo, Lugano Zuschauer: 3'140 Schiedsrichter: Cibelli |
| 13. November 2022, 16:30 Uhr 16. Runde | Celar 7′ 15′ Arigoni 33′ Valenzuela 50′ Amoura 89′ | Spieltelegramm | 20′ Di Giusto 59′ Ramizi | Cornaredo, Lugano Zuschauer: 3'140 Schiedsrichter: Cibelli |

| 15. Februar 2023, 18:45 Uhr 17. Runde | FC Winterthur             | 1:2            | Servette FC                          | Schützenwiese, Winterthur Zuschauer: 7'800 Schiedsrichter: Horisberger |
| 15. Februar 2023, 18:45 Uhr 17. Runde | Ardaiz 53′ Gantenbein 72′ | Spieltelegramm | 52′ Antunes 63′ Stevanovic 77′ Valls | Schützenwiese, Winterthur Zuschauer: 7'800 Schiedsrichter: Horisberger |

| 28. Januar 2023, 14:15 Uhr 18. Runde | BSC Young Boys                                                 | 5:1            | FC Winterthur                    | Stade de Suisse, Bern Zuschauer: 27'310 Schiedsrichter: Wolfensberger |
| 28. Januar 2023, 14:15 Uhr 18. Runde | Nsame 17′ 52′ 79′ Niasse 22′ Itten 24′ 27′ Blum 31′ Rieder 74′ | Spieltelegramm | 7′ Burkart 40′ Ramizi 85′ Ltaief | Stade de Suisse, Bern Zuschauer: 27'310 Schiedsrichter: Wolfensberger |

#### Rückrunde
| 5. Februar 2023, 16:30 Uhr 19. Runde | FC Winterthur                                         | 1:0            | FC Lugano                      | Schützenwiese, Winterthur Zuschauer: 7'500 Schiedsrichter: Gianforte |
| 5. Februar 2023, 16:30 Uhr 19. Runde | Arnold 41′ Di Giusto 45′ Nishan Burkart 53′ Diaby 70′ | Spieltelegramm | 18′ 90+5' Bottani 38′ Espinoza | Schützenwiese, Winterthur Zuschauer: 7'500 Schiedsrichter: Gianforte |

| 12. Februar 2023, 16:30 Uhr 20. Runde | FC Zürich                                | 1:1            | FC Winterthur                                               | Letzigrund, Zürich Zuschauer: 13'690 Schiedsrichter: Cibelli |
| 12. Februar 2023, 16:30 Uhr 20. Runde | Aliti 30′ Tosin 32′ Conde 56′ Seiler 73′ | Spieltelegramm | 16′ 39′ Ramizi 42′ Schmid 44′ Arnold 62′ Lekaj 90+3′ Ballet | Letzigrund, Zürich Zuschauer: 13'690 Schiedsrichter: Cibelli |

| 18. Februar 2023, 18:00 Uhr 21. Runde | FC Winterthur                                      | 1:1            | FC Sion                                         | Schützenwiese, Winterthur Zuschauer: 8'200 Schiedsrichter: Wolfensberger |
| 18. Februar 2023, 18:00 Uhr 21. Runde | Ramizi 17′ (Penalty) 61′ Gantenbein 41′ Schmid 79′ | Spieltelegramm | 15′ Schmied 65′ Moubandje 72′ Balotelli 85′ Sio | Schützenwiese, Winterthur Zuschauer: 8'200 Schiedsrichter: Wolfensberger |

| 26. Februar 2023, 16:30 Uhr 22. Runde | Servette FC              | 1:1            | FC Winterthur                               | Stade de Genève, Lancy Zuschauer: 6'123 Schiedsrichter: Staubli |
| 26. Februar 2023, 16:30 Uhr 22. Runde | Severin 52′ Crivelli 69′ | Spieltelegramm | 42′ Ardaiz 44′ Schmid 77′ Ramizi 81′ Arnold | Stade de Genève, Lancy Zuschauer: 6'123 Schiedsrichter: Staubli |

| 4. März 2023, 18:00 Uhr 23. Runde | FC Winterthur | 1:1            | BSC Young Boys                     | Schützenwiese, Winterthur Zuschauer: 8'400 Schiedsrichter: Piccolo |
| 4. März 2023, 18:00 Uhr 23. Runde | Buess 62′     | Spieltelegramm | 21′ Elia 62′ Zesiger 73′ Fassnacht | Schützenwiese, Winterthur Zuschauer: 8'400 Schiedsrichter: Piccolo |

| 12. März 2023, 16:30 Uhr 24. Runde | Grasshopper Club Zürich                                  | 2:1            | FC Winterthur                          | Letzigrund, Zürich Zuschauer: 7'343 Schiedsrichter: Wolfensberger |
| 12. März 2023, 16:30 Uhr 24. Runde | Dadashov 41′ 90+4′ Schettine 51′ 63′ Seko 77′ Herc 90+1′ | Spieltelegramm | 10′ Corbaz 41′ Rodríguez 53′ Gonçalves | Letzigrund, Zürich Zuschauer: 7'343 Schiedsrichter: Wolfensberger |

| 19. März 2023, 14:15 Uhr 25. Runde | FC Winterthur                         | 1:0            | FC St. Gallen                       | Schützenwiese, Winterthur Zuschauer: 8'400 Schiedsrichter: Horisberger |
| 19. März 2023, 14:15 Uhr 25. Runde | Arnold 33′ Holenstein 53′ Abedini 71′ | Spieltelegramm | 2′ Von Moos 45′ Görtler 70′ Schmidt | Schützenwiese, Winterthur Zuschauer: 8'400 Schiedsrichter: Horisberger |

| 1. April 2023, 20:30 Uhr 26. Runde | FC Basel                                  | 2:0            | FC Winterthur | St. Jakob-Park, Basel Zuschauer: 19'921 Schiedsrichter: Piccolo |
| 1. April 2023, 20:30 Uhr 26. Runde | Xhaka 21′ Augustin 25′ Diouf 78′ Fink 85′ | Spieltelegramm | 12′ Arnold    | St. Jakob-Park, Basel Zuschauer: 19'921 Schiedsrichter: Piccolo |

| 10. April 2023, 16:30 Uhr 27. Runde | FC Winterthur              | 1:2            | FC Luzern                                                                                 | Schützenwiese, Winterthur Zuschauer: 8'400 Schiedsrichter: Von Mandach |
| 10. April 2023, 16:30 Uhr 27. Runde | Ltaief 78′ 90+1′ Lekaj 80′ | Spieltelegramm | 6′ Villiger 26′ Chader 49′ Dräger 51′ Beka 60′ Sorgic 77′ Frýdek 84′ Ottiger 90+1′ Beloko | Schützenwiese, Winterthur Zuschauer: 8'400 Schiedsrichter: Von Mandach |

| 16. April 2023, 14:15 Uhr 28. Runde | FC St. Gallen                                                         | 2:3            | FC Winterthur                                                                              | kybunpark, St. Gallen Zuschauer: 18'376 Schiedsrichter: Staubli |
| 16. April 2023, 14:15 Uhr 28. Runde | Latte Lath 12′ Schmidt 18′ Guillemenot 28′ 80′ Zigi 82′ Görtler 90+2′ | Spieltelegramm | 7′ Burkart 37′ 43′ Di Giusto 52′ Lekaj 56′ Ltaief 74′ Arnold 90+2′ Rodríguez 90+4′ Kryeziu | kybunpark, St. Gallen Zuschauer: 18'376 Schiedsrichter: Staubli |

| 22. April 2023, 18:00 Uhr 29. Runde | FC Winterthur                 | 1:2            | Grasshopper Club Zürich                                  | Schützenwiese, Winterthur Zuschauer: 8'400 Schiedsrichter: San |
| 22. April 2023, 18:00 Uhr 29. Runde | Diaby 22′ Buess 86′ (Penalty) | Spieltelegramm | 3′ Herc 35′ Bola 45+1′ Dadashov 84′ Schmid 90+5′ Abrashi | Schützenwiese, Winterthur Zuschauer: 8'400 Schiedsrichter: San |

| 27. April 2023, 20:30 Uhr 30. Runde | FC Luzern                                                      | 3:1            | FC Winterthur                     | Swissporarena, Luzern Zuschauer: 10'865 Schiedsrichter: Piccolo |
| 27. April 2023, 20:30 Uhr 30. Runde | Meyer 35′ Dorn 40′ Burch 62′ Sorgic 65′ Beloko 70′ Schürpf 81′ | Spieltelegramm | 25′ Ardaiz 39′ Kryeziu 88′ Corbaz | Swissporarena, Luzern Zuschauer: 10'865 Schiedsrichter: Piccolo |

| 30. April 2023, 16:30 Uhr 31. Runde | FC Winterthur                                        | 1:4            | FC Basel                                                        | Schützenwiese, Winterthur Zuschauer: 8'400 Schiedsrichter: San |
| 30. April 2023, 16:30 Uhr 31. Runde | Burkart 6′ Ardaiz 20′ (Penalty) Gelmi 57′ Ramizi 57′ | Spieltelegramm | 7′ Adams 12′ Males 33′ Ndoye 45+1′ Diouf 71′ Amdouni 83′ Zeqiri | Schützenwiese, Winterthur Zuschauer: 8'400 Schiedsrichter: San |

| 6. Mai 2023, 18:00 Uhr 32. Runde | FC Sion                                | 0:1            | FC Winterthur                                                  | Tourbillon, Sion Zuschauer: 9'800 Schiedsrichter: Cibelli |
| 6. Mai 2023, 18:00 Uhr 32. Runde | Chouaref 16′ Balotelli 71′ Cyprien 78′ | Spieltelegramm | 21′ Burkart 56′ Kryeziu 73′ Di Giusto 77′ Gonçalves 88′ Ltaief | Tourbillon, Sion Zuschauer: 9'800 Schiedsrichter: Cibelli |

| 14. Mai 2023, 16:30 Uhr 33. Runde | FC Lugano                           | 2:1            | FC Winterthur                   | Stadio di Cornaredo, Lugano Zuschauer: 3'035 Schiedsrichter: Staubli |
| 14. Mai 2023, 16:30 Uhr 33. Runde | Aliseda 15′ Arigoni 21′ Hajrizi 90′ | Spieltelegramm | 16′ Ardaiz 69′ Buess 83′ Ballet | Stadio di Cornaredo, Lugano Zuschauer: 3'035 Schiedsrichter: Staubli |

| 20. Mai 2023, 18:00 Uhr 34. Runde | FC Winterthur                 | 0:1            | Servette FC        | Schützenwiese, Winterthur Zuschauer: 8'000 Schiedsrichter: Horisberger |
| 20. Mai 2023, 18:00 Uhr 34. Runde | Rodríguez 85′ Di Giusto 90+2′ | Spieltelegramm | 30′ Diba 52′ Bedia | Schützenwiese, Winterthur Zuschauer: 8'000 Schiedsrichter: Horisberger |

| 25. Mai 2023, 20:30 Uhr 35. Runde | FC Winterthur          | 0:2            | FC Zürich                                                              | Schützenwiese, Winterthur Zuschauer: 8'400 Schiedsrichter: Fähndrich |
| 25. Mai 2023, 20:30 Uhr 35. Runde | Arnold 53′ Abedini 66′ | Spieltelegramm | 6′ Marchesano 13′ Guerrero 28′ Katic 46′ Kamberi 90′ Conde 90+2′ Okita | Schützenwiese, Winterthur Zuschauer: 8'400 Schiedsrichter: Fähndrich |

| 29. Mai 2023, 16:30 Uhr 36. Runde | BSC Young Boys                                            | 2:1            | FC Winterthur                                     | Stade de Suisse, Bern Zuschauer: 31'500 Schiedsrichter: Piccolo |
| 29. Mai 2023, 16:30 Uhr 36. Runde | Fassnacht 12′ Nsame 30′ Ugrinic 59′ Zesiger 80′ Imeri 88′ | Spieltelegramm | 22′ Gonçalves 29′ Ballet 48′ Buess 68′ Holenstein | Stade de Suisse, Bern Zuschauer: 31'500 Schiedsrichter: Piccolo |

### Schweizer Cup

#### 1. Runde
| 21. August 2022, 15:00 Uhr 1. Runde | FC Muri | 0:7            | FC Winterthur                                                                                     | Niedermatten, Wohlen AG Zuschauer: 1'150 Schiedsrichter: Von Mandach |
| 21. August 2022, 15:00 Uhr 1. Runde |         | Spieltelegramm | 9′ Schättin 22′ Lekaj 45′ Di Giusto 45+3′ Gelmi 48′ Corbaz 55′ Rodríguez 71′ Kamberi 85′ Manzambi | Niedermatten, Wohlen AG Zuschauer: 1'150 Schiedsrichter: Von Mandach |

#### 2. Runde
| 17. September 2022, 15:00 Uhr 2. Runde | Meyrin FC                                | 0:4            | FC Winterthur                       | Arbères, Meyrin Zuschauer: 1'400 Schiedsrichter: Cibelli |
| 17. September 2022, 15:00 Uhr 2. Runde | Fazliji 51′ 64' Lukanu 53′ Vidakovic 73′ | Spieltelegramm | 23′ Corbaz 52′ Ballet 79′ 85′ Buess | Arbères, Meyrin Zuschauer: 1'400 Schiedsrichter: Cibelli |

#### Achtelfinal
| 9. November 2022, 15:00 Uhr Achtelfinal | FC Lugano   | 1:0            | FC Winterthur            | Cornaredo, Lugano Zuschauer: 4'800 Schiedsrichter: Horisberger |
| 9. November 2022, 15:00 Uhr Achtelfinal | Bottani 67′ | Spieltelegramm | 43′ Gantenbein 71′ Lekaj | Cornaredo, Lugano Zuschauer: 4'800 Schiedsrichter: Horisberger |

## Statistik

### Teamstatistik
| Wettbewerb    | Punkte | daheim | daheim | daheim | daheim | daheim | auswärts | auswärts | auswärts | auswärts | auswärts | Total | Total | Total | Total | Total | Tordifferenz |
| Wettbewerb    | Punkte | Sp     | G      | U      | N      | TV     | Sp       | G        | U        | N        | TV       | Sp    | G     | U     | N     | TV    | Tordifferenz |
| ------------- | ------ | ------ | ------ | ------ | ------ | ------ | -------- | -------- | -------- | -------- | -------- | ----- | ----- | ----- | ----- | ----- | ------------ |
| Super League  | 32     | 18     | 5      | 4      | 9      | 15:32  | 18       | 3        | 4        | 11       | 17:34    | 36    | 8     | 8     | 20    | 32:66 | −34          |
| Schweizer Cup | -      | 0      | 0      | 0      | 0      | 0:0    | 3        | 2        | 0        | 1        | 11:1     | 3     | 2     | 0     | 1     | 11:1  | +10          |
| Total         | 65     | 18     | 5      | 4      | 9      | 15:32  | 21       | 5        | 4        | 12       | 28:34    | 39    | 10    | 8     | 21    | 43:67 | −24          |

### Saisonverlauf
| Spieltag | 1 | 2 | 3 | 4 | 5 | 6 | 7  | 8  | 9 | 10 | 11 | 12 | 13 | 14 | 15 | 16 | 17 | 18 | 19 | 20 | 21 | 22 | 23 | 24 | 25 | 26 | 27 | 28 | 29 | 30 | 31 | 32 | 33 | 34 | 35 | 36 |
| -------- | - | - | - | - | - | - | -- | -- | - | -- | -- | -- | -- | -- | -- | -- | -- | -- | -- | -- | -- | -- | -- | -- | -- | -- | -- | -- | -- | -- | -- | -- | -- | -- | -- | -- |
| Spielort | H | A | H | A | H | H | A  | H  | A | A  | H  | H  | A  | H  | A  | A  | H  | A  | H  | A  | H  | A  | H  | A  | H  | A  | H  | A  | H  | A  | H  | A  | A  | H  | H  | A  |
| Resultat | U | N | N | N | U | N | N  | N  | S | U  | S  | S  | N  | S  | U  | N  | N  | N  | S  | U  | U  | U  | U  | N  | S  | N  | N  | S  | N  | N  | N  | S  | N  | N  | N  | N  |
| Platz    | 4 | 8 | 9 | 9 | 9 | 9 | 10 | 10 | 9 | 9  | 9  | 9  | 9  | 9  | 9  | 9  | 9  | 10 | 10 | 10 | 10 | 10 | 10 | 10 | 9  | 10 | 10 | 10 | 10 | 10 | 10 | 9  | 9  | 9  | 9  | 9  |

Legende: Spielort: H = Heim; A = Auswärts. Resultat: S = Sieg; U = Unentschieden; N = Niederlage
Stand: Saisonende

### Spielerstatistik
Spieler in kursiv haben den Verein in der Winterpause verlassen oder wurden erst dann verpflichtet.
| Spieler             | Challenge League | Challenge League | Challenge League | Challenge League | Schweizer Cup | Schweizer Cup | Schweizer Cup | Schweizer Cup | Total    | Total | Total       | Total      |
| Spieler             | Einsätze         | Tore             | Gelbe Karte      | Rote Karte       | Einsätze      | Tore          | Gelbe Karte   | Rote Karte    | Einsätze | Tore  | Gelbe Karte | Rote Karte |
| ------------------- | ---------------- | ---------------- | ---------------- | ---------------- | ------------- | ------------- | ------------- | ------------- | -------- | ----- | ----------- | ---------- |
| Armin Abaz          | 0                | 0                | 0                | 0                | 0             | 0             | 0             | 0             | 0        | 0     | 0           | 0          |
| Eris Abedini        | 27               | 0                | 4                | 0                | 2             | 0             | 0             | 0             | 29       | 0     | 4           | 0          |
| Joaquín Ardaiz      | 16               | 5                | 0                | 0                | 0             | 0             | 0             | 0             | 16       | 5     | 0           | 0          |
| Remo Arnold         | 28               | 0                | 8                | 0                | 3             | 0             | 0             | 0             | 31       | 0     | 8           | 0          |
| Samuel Ballet       | 20               | 1                | 5                | 0                | 1             | 1             | 0             | 0             | 21       | 2     | 5           | 0          |
| Roman Buess         | 34               | 6                | 4                | 0                | 3             | 2             | 0             | 0             | 37       | 8     | 4           | 0          |
| Nishan Burkart      | 24               | 3                | 3                | 0                | 1             | 0             | 0             | 0             | 25       | 3     | 3           | 0          |
| Carmine Chiappetta  | 6                | 0                | 0                | 0                | 1             | 0             | 0             | 0             | 7        | 0     | 0           | 0          |
| Thibault Corbaz     | 27               | 0                | 5                | 0                | 3             | 2             | 0             | 0             | 30       | 2     | 5           | 0          |
| Kevin Costinha      | 0                | 0                | 0                | 0                | 0             | 0             | 0             | 0             | 0        | 0     | 0           | 0          |
| Arlind Dakaj        | 0                | 0                | 0                | 0                | 0             | 0             | 0             | 0             | 0        | 0     | 0           | 0          |
| Souleymane Diaby    | 30               | 0                | 5                | 1                | 1             | 0             | 0             | 0             | 31       | 0     | 5           | 1          |
| Matteo Di Giusto    | 35               | 6                | 2                | 0                | 3             | 1             | 0             | 0             | 38       | 7     | 2           | 0          |
| Timothy Fayulu      | 11               | 0                | 2                | 0                | 1             | 0             | 0             | 0             | 12       | 0     | 2           | 0          |
| Adrian Gantenbein   | 23               | 0                | 3                | 0                | 2             | 0             | 1             | 0             | 25       | 0     | 4           | 0          |
| Roy Gelmi           | 23               | 0                | 5                | 0                | 2             | 1             | 0             | 0             | 25       | 1     | 5           | 0          |
| Michael Gonçalves   | 26               | 0                | 7                | 0                | 2             | 0             | 0             | 0             | 28       | 0     | 7           | 0          |
| Pascal Hammer       | 0                | 0                | 0                | 0                | 0             | 0             | 0             | 0             | 0        | 0     | 0           | 0          |
| Noe Holenstein      | 0                | 0                | 0                | 0                | 0             | 0             | 0             | 0             | 0        | 0     | 0           | 0          |
| Florian Kamberi     | 13               | 1                | 2                | 0                | 2             | 1             | 0             | 0             | 15       | 2     | 2           | 0          |
| Hekuran Kryeziu     | 23               | 0                | 3                | 0                | 0             | 0             | 0             | 0             | 23       | 0     | 3           | 0          |
| Markus Kuster       | 20               | 0                | 0                | 0                | 0             | 0             | 0             | 0             | 20       | 0     | 0           | 0          |
| Granit Lekaj        | 27               | 0                | 7                | 0                | 3             | 0             | 2             | 0             | 30       | 0     | 9           | 0          |
| Sayfallah Ltaief    | 21               | 1                | 4                | 0                | 0             | 0             | 0             | 0             | 21       | 1     | 4           | 0          |
| Neftali Manzambi    | 19               | 0                | 1                | 0                | 3             | 1             | 0             | 0             | 22       | 1     | 1           | 0          |
| Gezim Pepsi         | 1                | 0                | 0                | 0                | 0             | 0             | 0             | 0             | 1        | 0     | 0           | 0          |
| Jozef Pukaj         | 6                | 0                | 0                | 0                | 2             | 0             | 0             | 0             | 8        | 0     | 0           | 0          |
| Samir Ramizi        | 25               | 5                | 11               | 1                | 3             | 0             | 0             | 0             | 28       | 5     | 11          | 1          |
| Tobias Schättin     | 26               | 0                | 2                | 0                | 3             | 1             | 0             | 0             | 29       | 1     | 2           | 0          |
| Yannick Schmid      | 24               | 0                | 3                | 0                | 1             | 0             | 0             | 0             | 25       | 0     | 3           | 0          |
| Stephan Seiler      | 7                | 1                | 2                | 0                | 2             | 0             | 0             | 0             | 9        | 1     | 2           | 0          |
| Francísco Rodríguez | 23               | 2                | 4                | 0                | 1             | 1             | 0             | 0             | 24       | 3     | 4           | 0          |
| Laurin Vögele       | 2                | 0                | 0                | 0                | 0             | 0             | 0             | 0             | 2        | 0     | 0           | 0          |

Stand: Saisonende